# Ashleigh McIvor
Ashleigh McIvor (* 15. September 1983 in Vancouver) ist eine ehemalige kanadische Freestyle-Skierin. Sie war auf die Disziplin Skicross spezialisiert. 2009 gewann sie den Weltmeistertitel, 2010 wurde sie Olympiasiegerin.

## Biografie
McIvor nahm 2003 erstmals an Skicross-Rennen teil und gewann trotz ausgerenkter Schulter ein Qualifikationsrennen für die X Games in Aspen. An den X Games selbst wurde sie Siebte, woraufhin sie beschloss, den Sport professionell auszuüben. In der Saison 2003/04 absolvierte sie hauptsächlich Rennen in den Saab Crossmax Series. Am 25. Oktober 2004 nahm sie in Saas-Fee erstmals an einem Weltcuprennen teil und wurde sogleich Zweite hinter der Französin Ophélie David.
Bis zu ihrem nächsten Weltcuprennen ließ McIvor mehr als drei Jahre verstreichen, und auch an anderen Rennen konnte sie kaum mehr Erfolge feiern. Bis 2007 war sie weitgehend auf sich allein gestellt, da der kanadische Skiverband noch kein Skicross-Nationalteam hatte. Dies änderte sich, als feststand, dass die Disziplin zum Programm der Olympischen Winterspiele gehören würde. In der Weltcupsaison 2007/08 konnte sich McIvor zweimal unter den besten fünf platzieren.
Noch erfolgreicher war McIvor in der Weltcupsaison 2008/09. Sie erzielte dreimal einen Podestplatz und blieb in sieben von zehn Rennen unter den besten zehn. Ein erster Höhepunkt ihrer Karriere war die Weltmeisterschaft 2009 in Inawashiro. Als 28. der Qualifikation erhielt sie in allen Finalläufen die ungünstigste Bahn zugewiesen, konnte sich aber jeweils durchsetzen, stieß bis ins Finale vor und gewann schließlich die Goldmedaille.
McIvor siegte am 9. Januar 2010 in Les Contamines erstmals auch in einem Weltcuprennen. Etwas mehr als sechs Wochen später, am 24. Februar, folgte der Gewinn der Goldmedaille bei den Olympischen Winterspielen 2010. Sie setzte sich im Finale deutlich gegen Hedda Berntsen und Marion Josserand durch und wurde somit die erste Olympiasiegerin in dieser Disziplin. Im Weltcup kam sie in der Disziplinenwertung auf den zweiten Platz hinter Ophélie David.
In der Weltcupsaison 2010/11 erzielte McIvor zunächst zwei Podestplätze. Während des Trainings für die X Games 2011 zog sie sich Ende Januar 2011 einen Kreuzbandriss zu und musste die Saison vorzeitig beenden. Nachdem sie im Winter 2011/12 an keinen Weltcuprennen teilgenommen hatte, gab McIvor im November 2012 ihren Rücktritt bekannt.

## Erfolge

### Olympische Spiele
- Vancouver 2010: 1. Skicross

### Weltmeisterschaften
- Inawashiro 2009: 1. Skicross

### Weltcup
- Saison 2008/09: 16. Gesamtweltcup, 5. Skicross-Weltcup
- Saison 2009/10: 7. Gesamtweltcup, 2. Skicross-Weltcup
- 11 Podestplätze, davon 1 Sieg:

| Datum          | Ort            | Land       |
| -------------- | -------------- | ---------- |
| 9. Januar 2010 | Les Contamines | Frankreich |

### Weitere Erfolge
- 2. Platz X Games 2010